# Just Another Day / Otro Día Más Sin Verte
A Just Another Day című dal a kubai-amerikai Jon Secada 1992 márciusában megjelent kislemeze, az első kimásolt kislemez a Jon Secada / Otro Día Más Sin Verte című albumról. A dalt Secada és Miguel Morejon írta, és az amerikai Billboard Hot 100-as listán a 2. helyen szerepelt. Az Egyesült Királyságban is 5. helyezést ért el a kislemezlistán. A dal spanyolul is rögzítésre került Otro Día Más Sin Verte címmel, mely a Hot Latin lista 1. helyéig jutott.
A dal spanyol változatán Gloria Estefan is énekel

## Megjelenések
CD Maxi-Single  SBK Records – K2-19748
1. Just Another Day (English Edit) 4:15
2. Just Another Day (Spanglish Edit) 4:15
3. Just Another Day (Spanish Edit) 4:15
4. Just Another Day (Dance Mix) 5:42 Engineer – Hugo Dwyer, Programmed By [Keyboards] – Peter "Ski" Scwartz,  Remix, Co-producer, Percussion – David Morales
5. Always Something (Live Bonus Track) 4:13 Engineer – Mark Dowde, Written-By – Clay Ostwald, Jon Secada, Jorge Casas

7"  Hispavox – 006-4024207
- A	Otro Dia Mas Sin Verte Singing Bowls – Gloria Estefan
- B	Otro Dia Mas Sin Verte

## Videóklip
A dalhoz két különböző videóklip készült. Az első változatban Secada egy városban van, a másodikban zenekarral énekel egy fekete-fehér filmben. Mindkét videoban a klip végén Secada látható, amint énekel az esőben. A fekete-fehér változat végén Estefan is látható a videóklipben.